# 김행파
김행파(金行波)는 고려 초기의 호족이다. 동주(洞州)출신이다.

## 개요
김행파는 무예에 능하여 고려 태조에게 김씨 성을 하사 받았다. 본래 이름은 전하지 않는다. 왕건이 서경에 머무르자 그를 자신의 집으로 데려왔다. 김행파는 두 딸을 왕건의 시중을 들게하고 하룻밤씩을 모시게 하였다.
두 여인은 승려가 되었으며 왕건은 그들을 위하여 서경에 대서원(大西院), 소서원(小西院)이라는 절을 지어주고 전지와 노비를 내렸다. 이로써 그녀들은 대서원부인, 소서원부인이라 불리게 되었고, 그 아버지 김행파는 대광(大匡)에 이르렀다.
천추태후의 정부 김치양은 김행파의 후손이다. 김치양이 천추태후의 정부가 되고, 고려 조정에서 권세를 누리게 된 배경에는 왕건과 김행파의 딸들의 혼인관계, 사돈관계라는 특수성이 작용하였다. 김치양은 일부 드라마에서는 마의태자 김행의 아들로 묘사되었다.